# 醜八怪 (薛之謙單曲)
《醜八怪》是中國大陸男歌手薛之謙的歌曲，於2013年10月7日首播，10月17日以单曲形式发行，后收录于11月11日发行的专辑《意外》中。

## 製作
《醜八怪》由甘世佳作詞，李榮浩作曲。歌曲的MV在洛杉矶以及旧金山海湾大桥、渔人码头等处取景。

## 外部連結
YouTube上的薛之謙 Joker Xue【醜八怪】官方完整版 MV (曲: 李榮浩)